# Scholastique Daivier
Dame Scholastique Daivier (au civil Marie-Antoinette Daivier) est une moniale cistercienne belge née le 17 octobre 1730 à Anderlues (Belgique) et morte en 1805 à l'abbaye de Soleilmont, Gilly (Belgique). Elle fut la dernière abbesse d'Ancien Régime de Soleilmont.

## Biographie
Baptisée à sa naissance 'Marie-Antoinette', Scholastique Daivier est la cadette d'une famille de huit enfants. Elle est la fille de Jean Daivier (cultivateur) et Marie-Antoinette Ducarme. Se destinant à la vie monastique, elle fut admise à l'abbaye de Soleilmont où elle fit profession solennelle, le 1er juillet 1753 sous le nom de sœur Scholastique.
À la suite du décès de Dame Bernarde l'Evêque, abbesse de Soleilmont, le 20 juillet 1775, l'élection de celle qui lui succéderait eut lieu le 24 octobre 1775. Scholastique Daivier fut élue, devenant ainsi la vingtième abbesse de l'abbaye Notre-Dame de Soleilmont. Avant de recevoir les lettres patentes, Dame Daivier dut promettre, le 13 mai 1776, de payer une pension de 300 florins par an au profit des personnes désignées par son Altesse Royale Marie-Thérèse.
Dame Scholastique choisit pour blason : d'azur sur un calvaire ou croix de sable posée sur un tertre semblable, sur lequel s'élèvent, à droite et à gauche, trois brins d'herbe recourbés aussi de même; coupé d'azur; chapé d'argent au chevron d'or accompagné de deux étoiles du même en chef et d'un oisillon de même empointe.
L'installation de l'abbesse eut lieu le 1er juin 1776. Le père-abbé de l'abbaye d'Aulne, Dom Joseph Scrippe, communiqua les lettres patentes de sa majesté impériale et royale Marie-Thérèse. 
De graves événements se passèrent sous l'abbatiat de Scholastique Daivier : la Révolution française et ses conséquences. Dame Daivier les géra de manière exemplaire. Il ne faut pas oublier que l'abbaye de Lobbes, l'abbaye d'Aulne ainsi que l'abbaye d'Aywiers n'existent plus. Elles furent supprimées - et les religieuses expulsées - par les révolutionnaires français. Cela semblait bien être la fin de la vie monastique dans les Pays-Bas méridionaux. Au contraire de beaucoup d'autres l'abbaye de Soleilmont renaquit de ses cendres et aujourd'hui encore, continue la tradition monastique féminine.
Après 29 ans à la tête de l'abbaye de Soleilmont, Dame Daivier avait donné l'exemple du courage. Les persécutions n'avaient pu l'abattre. Vers 16h, le 27 Thermidor de l'an 13 de la république française (le 15 août 1805), Scholastique Daivier âgée de 75 ans s'éteignit. Elle fut enterrée sous le chœur de l'église abbatiale.

## Sources
- Notices historiques (les Abbesse de Soleilmont) de Ignace Van Spilbeeck (Chanoine)
- Régistre des baptêmes de l'église d'Anderlues
- Archives Daivier